# Потошка вас
Потошка вас (словен. Potoška vas) је насељено место у општини Загорје об Сави, Засавска регија, Словенија.

## Историја
До територијалне реорганизације у Словенији била је у саставу старе општине Загорје об Сави.

## Становништво
У попису становништва из 2011. године, Потошка вас имала 231 становника.
| Број становника према пописима | Број становника према пописима | Број становника према пописима |
| ------------------------------ | ------------------------------ | ------------------------------ |
| 1991                           | 2002                           | 2011                           |
| 200                            | 222                            | 231                            |

Напомена: Године 2010. извршена је мала размена територија између насеља Потошка вас и Загорје об Сави.